# Association pour la Défense des Intérêts de la Femme
l'Association pour la Défense des Intérêts de la Femme (Tyska: Verein für die Interessen der Frau), var en kvinnoorganisation i Luxemburg, grundad 1906.
Kvinnorörelsen i Luxemburg började 1905, då två stora kvinnoföreningar grundades: den liberala Association for Women's Interest (Verein für die Interessen der Frau/ l'Association pour la Défense des Intérêts de la Femme), och den konservativa Luxembourg Catholic Women's Leauge (Luxemburger Katolische Frauenbund/Annuaire de l'Alliance des Femmes Luxembourgeoises). Landet saknade dock en nationell kvinnorörelse. 
Föreningen tog inte ställning i frågan om rösträtt eftersom den inte ville associeras med socialdemokraterna, som lyfte frågan 1906. Ingen rösträttsrörelse uppkom i Luxemburg. Föreningen engagerade sig främst i frågan om utbildning. 1909 fick den tillstånd att grunda en försöksskola för sekundärutbildning för flickor. När den visade sig vara en framgång, öppnades 1911 de första statliga sekundärskolorna för flickor i landet. 